# Palapa

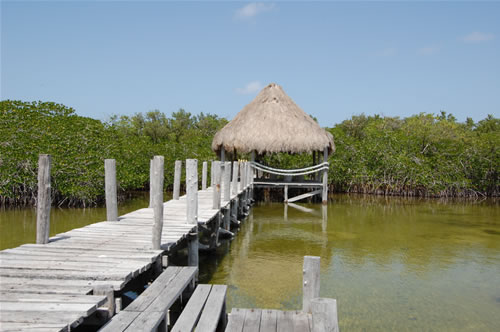
Palapa en la orilla del Río Huach.

Una palapa es una estructura arquitectónica al aire libre con planta circular o rectangular, techo cónico o de dos o cuatro aguas formado con palmas secas y soportes de madera de palma. 
La palapa es quizá uno de los aportes arquitectónicos y de identidad regional más significativos que la cultura filipina llevó al Occidente mexicano. La palapa tuvo una gran aceptación en la región mexicana, ya que, a diferencia de los diseños arquitectónicos europeos que resultaron imprácticos para las condiciones ambientales de la zona, la palapa podía resistir el calor de la región y proporcionar frescura bajo su techumbre, además de tener similitud a la arquitectura indígena al ser hecha con zacate y tierra, y es de muy barata construcción. Posteriormente fueron rediseñadas para ser hechas con lodo y adobe y más recientemente se ha incorporado el uso del cemento.

## Etimología
El término palapa no está reconocido en el Diccionario de la lengua española, y su etimología es discutida. El académico mexicano José G. Moreno de Alba propone su derivación de la palabra tagala palapala. Transcrito de la Enciclopedia Espasa, el palapala es una «extensa trabazón de listones, de forma cuadrangular, que, colocada a la altura de la mano, solía ponerse a manera de emparrado en los jardines de las casas de personas acomodadas: los listones cubríanse todos de tupido follaje, y pendientes de ellos, además de farolitos de diferentes formas, toda suerte de frutas, rosquillas, dulces secos y otras golosinas. En noches de reunión, a una señal convenida, los concurrentes asaltaban el palapala, llevándose cada uno lo que podía en medio del más ruidoso regocijo».